# Eva Alcázar Leyva
Eva Alcázar Leyva (Ciudad de México, 7 de septiembre de 1945) es una pianista y profesora de piano mexicana. Es fundadora del Seminario de Música Contemporánea del Conservatorio de la Comunidad Autónoma de Madrid.

## Trayectoria
Realizó la carrera de Pianista Concertista en el Conservatorio Nacional de Música, donde fue alumna de María Teresa Rodríguez y Luz María Puente. Fue becada por el Instituto de Cooperación Iberoamericano para perfeccionarse en el Real Conservatorio Superior de Música de Madrid, donde estudió con Joaquín Soriano, Beata Monstavicius y Agustín Serrano. Fue profesora de piano en el Conservatorio Profesional de Música Adolfo Salazar de Madrid desde 1988.
En el Centro para la Difusión de la Música Contemporánea creó el Seminario de Música Contemporánea. Especialista en didáctica de técnica pianística, pedagogía aplicada a la enseñanza del piano y vanguardias pianísticas de los siglos XX y XXI; en universidades, conservatorios y escuelas de música tanto de España como de México. 
Participó en el Festival Internacional Cervantino como representante de España en dos ocasiones: edición XVII (1989), durante la cual se estrenaron obras de Carlos Cruz de Castro y Francisco Núñez y la edición XXX (2002) donde interpretó a Zulema de la Cruz.

## Discografía
- Reflexiones y memorias (1994) editado por el Instituto Nacional de Bellas Artes
- Música para piano de España y México